# BVV ('s-Hertogenbosch)
BVV is een op 8 oktober 1906 opgerichte amateurvoetbalvereniging uit 's-Hertogenbosch, Noord-Brabant, Nederland. De thuiswedstrijden worden vanaf 1951 op Sportpark De Vliert gespeeld. Daarvoor speelde de club vanaf 1909 op Heidelust in buurgemeente Vught. Het clubtenue bestaat uit een rood/zwart verticaal gestreept shirt met een zwarte broek. Het reservetenue is een blauw shirt met een blauwe broek en blauwe kousen. In 1948 behaalde BVV de landstitel. De proftak van BVV is in 1967 met Wilhelmina gefuseerd tot FC Den Bosch, waardoor BVV weer een amateurclub werd.
Het standaardelftal speelt in het seizoen 2020/21 in de Derde klasse zondag (3C) van het KNVB-district Zuid-I.

## Historie

### Opkomst en verval

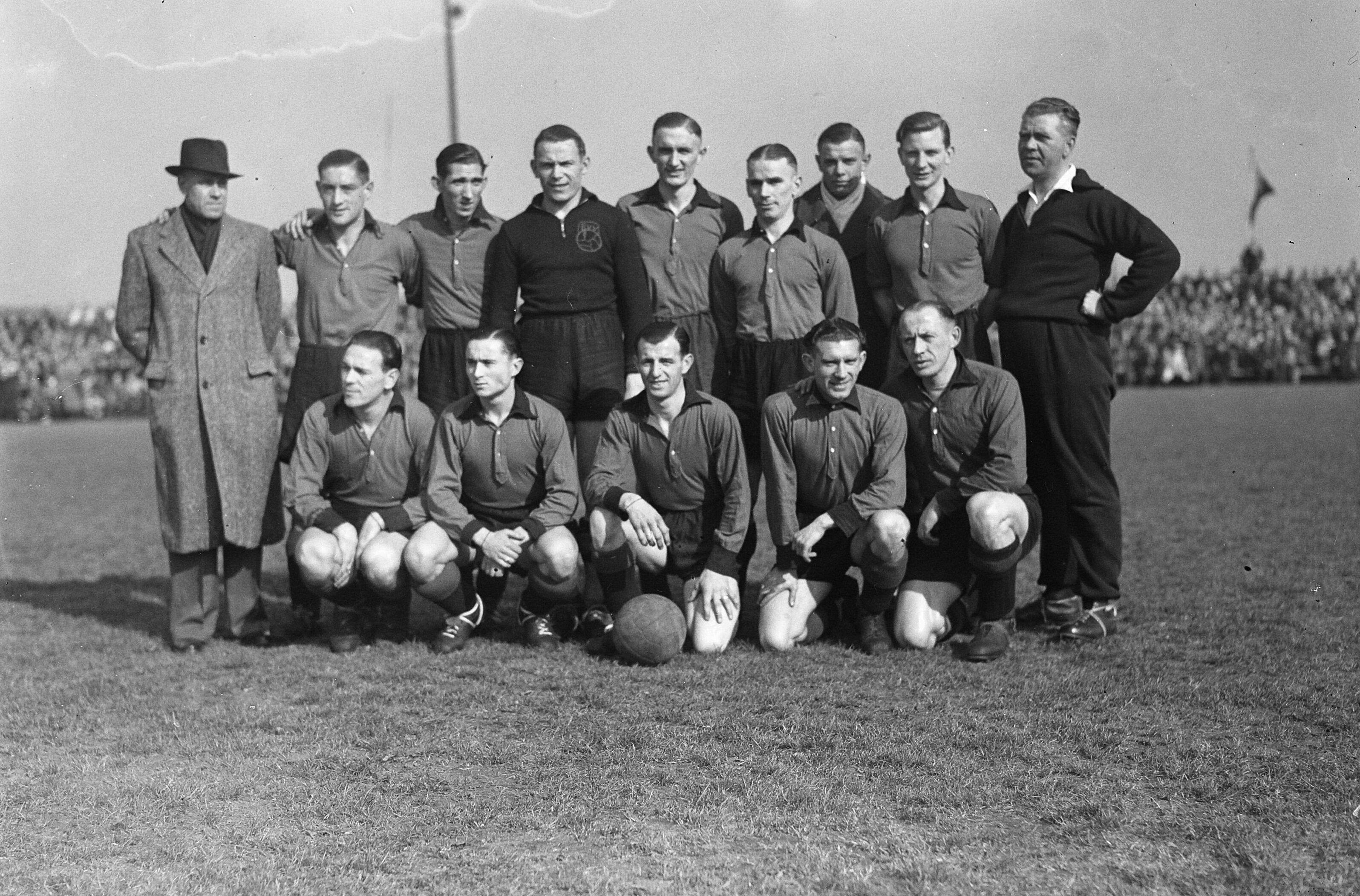
BVV (voor de wedstrijd tegen Juliana'32)

De club wordt op 8 oktober 1906 opgericht door sigarenmakers Gijs van Leur en Jan Hootsmans, onder de naam NOAD. Elf jaar later wordt de naam veranderd in BVV, om verwarring met het Tilburgse NOAD, dat in dezelfde klasse uitkwam, te voorkomen. BVV beleeft zijn hoogtepunt na de Tweede Wereldoorlog; het wordt in 1948 landskampioen onder leiding van de Schot Charles Jackson. In de seizoenen 1956/57 en 1957/58 speelt de club in de Eredivisie. Later bleek dat er omkoping in het spel was: op 28 mei 1956 moest BVV winnen van SHS om te promoveren van de Hoofdklasse B naar de nieuwe eredivisie. Doelman Wim Landman wordt omgekocht, waarna de Bosschenaren met 5-1 winnen. De affaire komt een tijd later aan het licht, met de onthulling van een bestuurslid dat er zwart geld in omloop was binnen de club. Vrijwel het hele bestuur wordt ontslagen, en de club raakt in verval.

### Fusie
In 1967 fuseerde de proftak van de volksclub met Wilhelmina tot FC Den Bosch. BVV ging terug naar de amateurs.
Jarenlang waren beide Bossche verenigingen Hoofdklassers, maar halverwege de jaren 90 degradeerden de ploegen. Wilhelmina zakte terug naar de Derde klasse, BVV handhaafde zich sinds 2000 in de Tweede klasse, met drie seizoenen in de Eerste klasse als uitzondering.
In 1992 won BVV de KNVB beker voor amateurs.

## Standaardelftallen

### Zaterdagelftal
BVV had tot en met het seizoen 2014/15 ook een zaterdagstandaardelftal dat in het laatste seizoen uitkwam in de Derde klasse. De geschiedenis van het zaterdagteam ligt bij de vroegere vereniging Beatrix '63, de club die in SV BLC is opgegaan. Beatrix speelde op de zaterdag, en LVV '58 speelde op zondag. Door onenigheid binnen de club ging het 2e elftal van BLC naar BVV.

#### Competitieresultaten 2003–2015
| 2 4F |

| 3 4F |

| 9 4F |

| 6 4F |

| 13 4D |

| 13 4D |

| 5 4E |

| 4 4E |

| 4 4E |

| 12 3D |

| 2 4E |

| 10 3D |

| 2 3D |

Legenda
| Derde klasse | Vierde klasse |

### Zondagelftal

#### Erelijst
Landskampioen: 1948
Winnaar KNVB beker voor amateurs: 1992
Winnaar Districtsbeker Zuid I: 1992, 1995, 1997
Winnaar Zilveren Bal: 1945, 1946, 1950

#### Competitieresultaten 1918–2018
| 4 2B |

| 1 2B |

| 1 2B |

| 7 |

| 5 |

| 6 |

| 9 |

| 6 |

| 8 |

| 7 |

| 10 |

| 9 |

| 5 |

| 8 |

| 9 |

| 9 |

| 8 |

| 5 |

| 2 |

| 2 |

| 4 |

| 8 |

| 11 |

| 6 |

| 4 |

| 3 |

| 7 |

|  |

| 2 |

| 1 |

| 1 |

| 1 |

| 2 |

| 2 1D |

| 3 1C |

| 3 1C |

| 6 1C |

| 6 D |

| 6 B |

| 15 |

| 18 |

| 8 A |

| 4 A |

| 11 A |

| 15 A |

| 2 B |

| 16 |

| 7 B |

| 1 4B |

| 11 3B |

| 1 4B |

| 1 3B |

| 6 2A |

| 1 2A |

| 2 1E |

| 3 1E |

| 4 1E |

| 4 C |

| 7 C |

| 1 C |

| 6 C |

| 14 C |

| 9 1E |

| 10 1E |

| 10 1E |

| 8 1E |

| 5 1E |

| 9 1E |

| 1 1E |

| 12 C |

| 2 1E |

| 7 1E |

| 1 1E |

| 12 C |

| 1 1E |

| 4 C |

| 12 C |

| 6 1E |

| 5 1E |

| 6 1C |

| 3 1C |

| 10 1C |

| 2 2F |

| 5 2F |

| 2 2F |

| 3 2F |

| 7 2F |

| 5 2F |

| 7 2F |

| 4 2F |

| 9 2F |

| 11 2F |

| 1 3C |

| 11 2F |

| 1 2F |

| 9 1C |

| 14 1C |

| 9 2F |

| 6 2H |

| 6 2F |

| 12 2H |

| - 3C |

Legenda
| Eredivisie  | Hoofdklasse (profniveau) | Eerste divisie | Eerste klasse (profniveau) | Tweede divisie |
| Hoofdklasse | Eerste klasse            | Tweede klasse  | Derde klasse               | Vierde klasse  |

In elke staaf van de grafiek staat van boven naar beneden vermeld: 
- Eindnotering

Dit is de positie die de club heeft bereikt in de competitie, zonder eventuele beslissings-, play-off- of nacompetitiewedstrijden die nodig zijn geweest om bijvoorbeeld de kampioen van de competitie te bepalen.
Indien een * achter het getal staat is de notering een tussenstand en kan het zijn dat de notering niet overeenkomt met de uiteindelijke eindstand van de competitie.
Staat er een - dan is het seizoen nog bezig en is er geen definitieve uitslag bekend.
Staat er xx op de positie van de notering, dan heeft de club vroegtijdig de competitie verlaten. Dit kan onder andere komen door terugtrekking van het team, faillissement van de club of door een uitgedeelde straf van de KNVB. In veel gevallen staat elders in het artikel de reden vermeld.
Staat er een ? dan is het resultaat uit het verleden onbekend, en is alleen de competitie of het niveau bekend van dat seizoen.
In de seizoenen 2019/20 en 2020/21 werd wegens de coronacrisis het amateurvoetbal afgebroken. Daardoor kennen deze staven geen eindklassering (middels -- weergegeven).
- Competitieniveau en afdelingsletter of Officiële eindstand Eredivisie
  - Competitieniveau en afdelingsletter

Hierbij geeft het getal het niveau weer, dat ook terug te vinden is in de legenda. De letter is de afdelingsaanduiding en wordt gebruikt wanneer er meer afdelingen zijn op hetzelfde niveau. De afdelingsletter is altijd een hoofdletter en wordt meestal zonder nummer gebruikt.
Voorbeeld: 2F is niveau 2e klasse competitie F.
Het competitieniveau en nummer wordt niet vermeld wanneer er slechts één competitie van dit niveau was.
  - Officiële eindstand Eredivisie (getal staat tussen haakjes vermeld)

Sinds de introductie van play-offwedstrijden voor Europees voetbal na afloop van de reguliere competitie in 2005/06, is de KNVB verplicht een eindstand van de Eredivisie door te geven aan de UEFA aan de hand van deze play-offwedstrijden.
Bij deze eindstand staan clubs die zich hebben gekwalificeerd voor Europees voetbal hoger dan clubs die zich niet wisten te kwalificeren. Indien er geen verschil was tussen de eindnotering en de officiële eindstand, staat dit getal niet vermeld.

- Onderafdeling

Hier staat afgekort de naam van de onderafdeling indien de club in dat jaar in een onderafdeling uitkwam. Tevens staat deze afkorting in de legenda en wordt gelinkt naar het artikel over deze onderafdeling. Deze afkorting wordt alleen vermeld wanneer de club in het verleden in verschillende onderafdelingen heeft gespeeld. Deze vermelding is in de staaf altijd in kleine letters. Deze onderafdelingen zijn na het seizoen 1995/96 afgeschaft. Heeft de club in slechts één onderafdeling gespeeld, dan is dit alleen terug te vinden in de legenda.
Onder de staaf staat het jaartal vermeld waarin het seizoen is afgesloten. 15 verwijst naar het seizoen 2014/15 of eventueel het seizoen 1914/15.
Wanneer een staaf leeg is, zijn deze gegevens niet bekend. Het kan ook zijn dat de club dat seizoen niet heeft meegespeeld op het hogere amateurniveau, vroegtijdig de competitie heeft verlaten of uit de competitie is gezet.

In het seizoen 1944/45 was er wegens de Tweede Wereldoorlog geen regulier competitievoetbal.

## Betaald voetbal

### Seizoensoverzichten
| Resultaten van BVV sinds de toetreding in het betaald voetbal in 1955 | Resultaten van BVV sinds de toetreding in het betaald voetbal in 1955 | Resultaten van BVV sinds de toetreding in het betaald voetbal in 1955 | Resultaten van BVV sinds de toetreding in het betaald voetbal in 1955 | Resultaten van BVV sinds de toetreding in het betaald voetbal in 1955 | Resultaten van BVV sinds de toetreding in het betaald voetbal in 1955 | Resultaten van BVV sinds de toetreding in het betaald voetbal in 1955 | Resultaten van BVV sinds de toetreding in het betaald voetbal in 1955 | Resultaten van BVV sinds de toetreding in het betaald voetbal in 1955 | Resultaten van BVV sinds de toetreding in het betaald voetbal in 1955 | Resultaten van BVV sinds de toetreding in het betaald voetbal in 1955 | Resultaten van BVV sinds de toetreding in het betaald voetbal in 1955 | Resultaten van BVV sinds de toetreding in het betaald voetbal in 1955                                                                             |
| Seizoen                                                               | Competitie                                                            | Competitie                                                            | Competitie                                                            | Competitie                                                            | Competitie                                                            | Competitie                                                            | Competitie                                                            | Competitie                                                            | Competitie                                                            | Kwalificatie                                                          | KNVB beker                                                            | Bijzonderheid |
| Seizoen                                                               | Divisie                                                               | GW                                                                    | W                                                                     | G                                                                     | V                                                                     | PNT                                                                   | DV                                                                    | DT                                                                    | POS                                                                   | Kwalificatie                                                          | KNVB beker                                                            | Bijzonderheid |
| --------------------------------------------------------------------- | --------------------------------------------------------------------- | --------------------------------------------------------------------- | --------------------------------------------------------------------- | --------------------------------------------------------------------- | --------------------------------------------------------------------- | --------------------------------------------------------------------- | --------------------------------------------------------------------- | --------------------------------------------------------------------- | --------------------------------------------------------------------- | --------------------------------------------------------------------- | --------------------------------------------------------------------- | --- |
| 1954/55                                                               | Eerste klasse C                                                       | 9                                                                     | 6                                                                     | 1                                                                     | 2                                                                     | 13                                                                    | 22                                                                    | 16                                                                    | 3e                                                                    | –                                                                     | Geen bekertoernooi                                                    | BVV treedt toe tot het betaald voetbal De competitie werd na de fusie van de KNVB en de NBVB niet afgemaakt. Alle teams werden opnieuw ingedeeld. |
| 1954/55                                                               | Eerste klasse D                                                       | 26                                                                    | 12                                                                    | 5                                                                     | 9                                                                     | 29                                                                    | 42                                                                    | 39                                                                    | 6e                                                                    | Hoofdklasse                                                           | Geen bekertoernooi                                                    | BVV treedt toe tot het betaald voetbal De competitie werd na de fusie van de KNVB en de NBVB niet afgemaakt. Alle teams werden opnieuw ingedeeld. |
| 1955/56                                                               | Hoofdklasse B                                                         | 34                                                                    | 17                                                                    | 5                                                                     | 12                                                                    | 39                                                                    | 67                                                                    | 45                                                                    | 6e                                                                    | Eredivisie                                                            | Geen bekertoernooi                                                    | |
| 1956/57                                                               | Eredivisie                                                            | 34                                                                    | 11                                                                    | 4                                                                     | 19                                                                    | 26                                                                    | 70                                                                    | 76                                                                    | 15e                                                                   | –                                                                     | Geen deelname                                                         | – |
| 1957/58                                                               | Eredivisie                                                            | 34                                                                    | 7                                                                     | 6                                                                     | 21                                                                    | 20                                                                    | 56                                                                    | 96                                                                    | 18e                                                                   | Rechtstreekse degradatie                                              | Geen deelname                                                         | – |
| 1958/59                                                               | Eerste divisie A                                                      | 30                                                                    | 11                                                                    | 9                                                                     | 10                                                                    | 31                                                                    | 59                                                                    | 54                                                                    | 8e                                                                    | –                                                                     | 1e ronde                                                              | – |
| 1959/60                                                               | Eerste divisie A                                                      | 30                                                                    | 16                                                                    | 7                                                                     | 7                                                                     | 39                                                                    | 54                                                                    | 30                                                                    | 4e                                                                    | –                                                                     | Geen bekertoernooi                                                    | – |
| 1960/61                                                               | Eerste divisie A                                                      | 34                                                                    | 14                                                                    | 4                                                                     | 16                                                                    | 32                                                                    | 51                                                                    | 63                                                                    | 11e                                                                   | –                                                                     | 1e ronde                                                              | – |
| 1961/62                                                               | Eerste divisie A                                                      | 34                                                                    | 10                                                                    | 5                                                                     | 19                                                                    | 25                                                                    | 46                                                                    | 63                                                                    | 15e                                                                   | Rechtstreekse degradatie                                              | 2e ronde                                                              | – |
| 1962/63                                                               | Tweede divisie B                                                      | 32                                                                    | 19                                                                    | 5                                                                     | 8                                                                     | 43                                                                    | 58                                                                    | 28                                                                    | 2e                                                                    | Promotiecompetitie                                                    | 1e ronde                                                              | Promotiewedstrijden tegen AGOVV (1–4), HVC (2–0), Haarlem (2–0)                                                                                   |
| 1963/64                                                               | Eerste divisie                                                        | 30                                                                    | 3                                                                     | 4                                                                     | 23                                                                    | 10                                                                    | 27                                                                    | 76                                                                    | 16e                                                                   | Rechtstreekse degradatie                                              | 1e ronde                                                              | – |
| 1964/65                                                               | Tweede divisie B                                                      | 28                                                                    | 12                                                                    | 6                                                                     | 10                                                                    | 30                                                                    | 33                                                                    | 37                                                                    | 7e                                                                    | –                                                                     | 1e ronde                                                              | BVV veranderd haar naam en gaat verder als FC Den Bosch                                                                                           |

### Topscorers
- 1954/55:  Piet van Overbeek (7)
- 0000000  Max van Beurden (12)
- 1955/56:  Max van Beurden (18)
- 1956/57:  Max van Beurden (17)
- 1957/58:  Jos Berkelmans (16)
- 1958/59:  Wim van der Gaag (15)
- 1959/60:  Mari van den Dungen (17)
- 1960/61:  Sepp Seemann (9)
- 1961/62:  Gerard Schuurman (9)
- 1962/63:  Waller van der Kerkhove (13)
- 1963/64:  Toon Pennings (6)
- 1964/65:  Gerard Weber (8)

### Trainers
- 1932:  Gus Smith
- 1934–1940:  Charles Jackson
- 1940–1942:  A. Trum
- 1942–1943:  M. van Gelder
- 1943–1944:  Manus Vrauwdeunt
- 1944–1946:  A. Trum
- 1946–1960:  Charles Jackson
- 1960–1961:  Toon van Beek
- 1961–1963:  Franz Rybicki
- 1963–1965:  Piet Schuijt

## BVV en het Nederlands elftal
In de historie van het Nederlands voetbalelftal hebben in totaal zes spelers in dienst van BVV gespeeld in het Nederlands elftal. De eerste Bossche international was Kees Krijgh, die namens Nederland meedeed aan het voetbaltoernooi tijdens de Olympische Zomerspelen 1948 in Londen. Krijgh debuteerde tegen Ierland op 26 juli 1948. In totaal zou Krijgh drie interlands spelen.
Recordinternational namens BVV is Max van Beurden. Van Beurden zou tussen 1953 en 1954 in totaal vijf interlands spelen. Hij zou ook als enige een doelpunt scoren. De andere internationals namens Nederland zijn Cor Huijbregts (3), Piet van der Sluijs (3), Piet van Overbeek (1) en Dré Saris (1). Saris was een keeper en kreeg tijdens de uitwedstrijd tegen Finland in 1949 een tegendoelpunt. Nederland won deze wedstrijd wel met 1 - 4 in Finland. Geen van de internationals speelden voor BVV betaald voetbal terwijl ze voor het Nederlands voetbalelftal uitkwamen.
Atletiek: O.S.S.-VOLO · Badminton: Badminton Club Hercules · Basketbal: Heroes · The Black Eagles · Biljart: S-S&P De Dieze · Boogschieten: Handboogvereniging Prins Bernhard · Bowlen: Bowling Vereniging 's-Hertogenbosch · Dammen: Heijmans Excelsior · Darten: Bergen Darts Team · Café Lohengrin · Duivensport: De Zwaluw · Golf: GC BurgGolf Haverleij · Golf Club Bois le Duc · Golfclub Rosmalen · Hockey: Hockeyclub 's-Hertogenbosch · MHC Rosmalen · Honkbal: Gryphons · IJshockey: Red Eagles · Korfbal: RoDeBo · Petanque: Janboel 81 · Rugby: The Dukes · Schaken: HMC Den Bosch · De Kentering · Den Bosch Noord · Tafeltennis: TTV Never Despair · TTV De Kruiskamp'81 · Tennis: Bastion Baselaar · Tennisclub Maaspoort · Tennisclub Maliskamp · Tennisvereniging Rosmalen · Turnen: Flik-Flak · OJC Rosmalen · Voetbal: SV BLC · BVV · SV CHC · DBN '22 · FC Den Bosch · Emplina · FC Engelen · Maliskamp · OJC Rosmalen · RKJVV · RKKSV · RKVV Wilhelmina · Volleybal: Spirit · Waterpolo en zwemmen: De 's-Hertogenbossche Watervrienden · De Treffers Rosmalen